# Orthotylinae
Sous-famille
Les Orthotylinae sont une sous-famille d'insectes hemiptères de la famille des Miridae.

## Systématique
La sous-famille des Orthotylinae a été créée en 1916 par l'entomologiste américain Edward Payson Van Duzee (1861–1940).

## Liste des genres et tribus
Selon BioLib (17 août 2022) :
- tribu des Austromirini Carvalho, 1976
  - genre Austromiris Kirkaldy, 1902
  - genre Dasymiris Poppius, 1911
  - genre Fronsetta Cassis, 2008
  - genre Kirkaldyella Poppius, 1921
  - genre Lattinova Cassis, 2008
  - genre Metopocoris Cassis, 2008
  - genre Myrmecoridea Poppius, 1921
  - genre Myrmecoroides Gross, 1963
  - genre Porphyrodema Reuter, 1904
  - genre Sinistropa Cassis, 2008
  - genre Watarrkamiris Cassis, 2008
  - genre Zanessa Kirkaldy, 1902
- tribu des Ceratocapsini Van Duzee, 1916
  - genre Ceratocapsidea Henry, 2015
  - genre Ceratocapsus Reuter, 1876
  - genre Joseocoris Henry, 2013
  - genre Pamillia Uhler, 1887
  - genre Pilophoropsis Poppius, 1914
  - genre Pilophoropsita Henry, 2015
  - genre Schaffneria Knight, 1966
- tribu des Coridromiini Tatarnic & Cassis, 2012
  - genre Coridromius Signoret, 1862
- tribu des Halticini A. Costa, 1853
  - genre Acratheus Distant, 1910
  - genre Anapomella V.G. Putshkov, 1961
  - genre Anapus Stål, 1858
  - genre Barbarosia Kiyak, 1995
  - genre Chorosomella Horváth, 1906
  - genre Dampierella Tatarnic, 2009
  - genre Dasyscytus Fieber, 1864
  - genre Dimorphocoris Reuter, 1891
  - genre Ectmetopterus Reuter, 1906
  - genre Euryopicoris Reuter, 1875
  - genre Goodeniaphila Tatarnic, 2009
  - genre Halticus Hahn, 1832
  - genre Labops Burmeister, 1835
  - genre Microtechnites Berg, 1883
  - genre Myrmecophyes Fieber, 1870
  - genre Namaquacapsus Schuh, 1974
  - genre Nanniella Reuter, 1904
  - genre Orthocephalus Fieber, 1858
  - genre Pachytomella Reuter, 1891
  - genre Piezocranum Horváth, 1877
  - genre Plagiotylus Scott, 1874
  - genre Platyporus Reuter, 1890
  - genre Schoenocoris Reuter, 1891
  - genre Scirtetellus Reuter, 1890
  - genre Strongylocoris Blanchard, 1840
- tribu des Nichomachini Schuh, 1974
  - genre Laurinia Reuter, 1884
  - genre Nichomachus Distant, 1904
  - genre Pseudonichomachus Schuh, 1974
- tribu des Orthotylini Van Duzee, 1916
  - genre Acaciacapsus Cassis & Symonds, 2014
  - genre Acaciacoris Schaffner, 1977
  - genre Acegima Poppius, 1919
  - genre Adfalconia Mello Carvalho & Fonseca Rosas, 1962
  - genre Adfalconisca Carvalho, 1983
  - genre Adhyalochloria Carvalho & Ferreira, 1986
  - genre Adlopidea Carvalho, 1989
  - genre Adparaproba Carvalho, 1987
  - genre Adsaileria Carvalho & Schaffner, 1973
  - genre Aetorhinella Noualhier, 1893
  - genre Amazonocoris Carvalho, 1952
  - genre Angulonotus Knyshov & Konstantinov, 2011
  - genre Antennomiris Carvalho & Schaffner, 1977
  - genre Aoplonema Knight, 1928
  - genre Aoplonemella Forero, 2008
  - genre Apachemiris Carvalho & Schaffner, 1974
  - genre Araucanocoris Carvalho, 1983
  - genre Argyrocoris Van Duzee, 1912
  - genre Aserymus Distant, 1911
  - genre Austroloxops Chin & Cassis, 2018
  - genre Avititerra Symonds & Cassis, 2018
  - genre Baculodema Reuter, 1907
  - genre Bagionocoris Josifov, 1992
  - genre Bahianisca Carvalho & Wallerstein, 1978
  - genre Ballella Knight, 1959
  - genre Biobiocoris Carvalho, 1985
  - genre Blattakeraia Symonds & Cassis, 2018
  - genre Blepharidopterus Kolenati, 1845
  - genre Blumenaucoris Carvalho & Costa, 1992
  - genre Bomberia Carvalho, 1987
  - genre Borgmeierea Carvalho, 1956
  - genre Brachynotocoris Reuter, 1880
  - genre Brailovskysta Carvalho, 1988
  - genre Brasiliomiris Carvalho, 1946
  - genre Brooksetta Kelton, 1979
  - genre Bunsua Carvalho, 1951
  - genre Callitricola Symonds & Cassis, 2018
  - genre Campylotropis Reuter, 1904
  - genre Canariocoris Lindberg, 1951
  - genre Candidomiris Kerzhner & Schuh, 1995
  - genre Caruarina Carvalho, 1985
  - genre Carvalhoisca Schaffner & Ferreira, 1995
  - genre Carvalhomiris Maldonado & Ferreira, 1971
  - genre Ceratocapsella Carvalho & Schaffner, 1973
  - genre Ceratocapsisca Carvalho & Wallerstein, 1975
  - genre Chileria Carvalho, 1985
  - genre Compsoscytus Reuter, 1908
  - genre Costaricanus Carvalho & Costa, 1995
  - genre Cuneocoris Carvalho & Schaffner, 1973
  - genre Cuneonella Carvalho, 1985
  - genre Cyllecoridea Kerzhner, 1967
  - genre Cyllecoris Hahn, 1834
  - genre Cyrtorhinus Fieber, 1858
  - genre Cyrtotyloides Carvalho & Maldonado, 1982
  - genre Cyrtotylus Bergroth, 1922
  - genre Cysteorrhacha Kirkaldy, 1908
  - genre Daleapidea Knight, 1968
  - genre Danacoris Carapezza, 2002
  - genre Diaphnidia Uhler, 1895
  - genre Diaphnocoris Kelton, 1961
  - genre Dichaetocoris Knight, 1968
  - genre Dijocaria Carvalho & Carpintero, 1991
  - genre Dimifacoris Carvalho, 1987
  - genre Divisotylus Carvalho, 1990
  - genre Dolichostenia Reuter, 1910
  - genre Dryophilocoris Reuter, 1875
  - genre Ephedrodoma Polhemus & Polhemus, 1984
  - genre Erysivena Symonds & Cassis, 2018
  - genre Erythrocorista Lindberg, 1958
  - genre Esavia Carvalho & Ferreira, 1986
  - genre Esavicoris Carvalho, 1988
  - genre Eucerella Poppius, 1921
  - genre Eurotas Distant, 1884
  - genre Excentricus Reuter, 1878
  - genre Falconia Distant, 1884
  - genre Falconiodes Reuter, 1905
  - genre Falconisca Carvalho & Ferreira, 1986
  - genre Felisacodes Bergroth, 1926
  - genre Ficinus Distant, 1893
  - genre Fieberocapsus Carvalho & Southwood, 1955
  - genre Fulgenticapsus Schaffner, 1979
  - genre Galapagocoris Carvalho, 1968
  - genre Gaveanus Carvalho, 1984
  - genre Gilo Linnavuori, 1994
  - genre Globiceps Lepeletier & Serville, 1825
  - genre Goiastylus Carvalho & Costa, 1991
  - genre Granitohyoidea Cassis & Symonds, 2014
  - genre Grewiocoris Linnavuori, 1975
  - genre Guaicurua Carvalho, 1987
  - genre Guapimirinus Carvalho, 1985
  - genre Guianocoris Costa, Chérot & Carpintero, 2008
  - genre Hadronema Uhler, 1872
  - genre Hadronemella Carvalho, 1984
  - genre Hadronemidea Reuter, 1908
  - genre Hadronemisca Carvalho, 1973
  - genre Hallodapoides Carvalho, 1951
  - genre Harpemiris Chin & Cassis, 2018
  - genre Harveycapsus Cassis, Symonds & Tatarnic, 2010
  - genre Hekate Linnavuori, 1994
  - genre Heterocordylus Fieber, 1858
  - genre Heterotoma Lepeletier & Serville, 1825
  - genre Hyalochloria Reuter, 1907
  - genre Hyalosomella Poppius, 1914
  - genre Hyoidea Reuter, 1876
  - genre Hyoidellus Wagner, 1968
  - genre Hyporhinocoris Reuter, 1909
  - genre Hypospicula Chin & Cassis, 2018
  - genre Hypsitylus Fieber, 1861
  - genre Ilnacora Reuter, 1876
  - genre Ilnacorella Knight, 1925
  - genre Incacoris Carvalho, 1961
  - genre Irianocoris Carvalho, 1971
  - genre Itacorides Miyamoto, 1965
  - genre Itacoris Carvalho, 1947
  - genre Izyacapsus Henry, 2006
  - genre Jiggiga Linnavuori, 1975
  - genre Jimia Carvalho, 1987
  - genre Jobertus Distant, 1893
  - genre Jornandes Distant, 1884
  - genre Jornandinus Carvalho & Schaffner, 1974
  - genre Josemiris Eyles, 1996
  - genre Josephinus Schwartz, 2011
  - genre Juarezicoris Carvalho & Schaffner, 1973
  - genre Kalania Kirkaldy, 1904
  - genre Kamehameha Kirkaldy, 1902
  - genre Koanoa Kirkaldy, 1902
  - genre Labopella Knight, 1929
  - genre Laemocoridea Poppius, 1921
  - genre Lasiomimus Poppius, 1914
  - genre Latizanchius Liu & Zheng, 2001
  - genre Lepidotaenia Poppius, 1921
  - genre Linacoris Carvalho, 1983
  - genre Lindbergocapsus Wagner, 1960
  - genre Linharesmiris Carvalho, 1986
  - genre Lopidea Uhler, 1872
  - genre Lopidella Knight, 1925
  - genre Loulucoris Asquith, 1995
  - genre Lundioides Costa, Chérot & Carpintero, 2008
  - genre Maestra Linnavuori, 1994
  - genre Malacocoris Fieber, 1858
  - genre Malacocorisella Yasunaga, 1999
  - genre Maralauda Distant, 1913
  - genre Marinonicoris Carvalho, 1988
  - genre Maxacalisca Carvalho & Wallerstein, 1975
  - genre Mayamiris Knight & Schaffner, 1968
  - genre Mecomma Fieber, 1858
  - genre Mecommopsis Kerzhner, 1979
  - genre Melanostictus Reuter, 1907
  - genre Melymacra Schwartz, 2004
  - genre Mesotropiscus Kerzhner & Schuh, 1998
  - genre Mestra Linnavuori, 1994
  - genre Morobea Carvalho, 1987
  - genre Myrtlemiris Cheng, Mututantri & Cassis, 2012
  - genre Naranjakotta Cassis & Symonds, 2016
  - genre Neoloxops Carvalho, 1987
  - genre Nesidiorchestes Kirkaldy, 1902
  - genre Nesiomiris Kirkaldy, 1902
  - genre Ngullamiris Symonds & Cassis, 2018
  - genre Nicaraguacoris Carvalho, 1992
  - genre Noctuocoris Knight, 1923
  - genre Nycticapsus Poppius, 1914
  - genre Oaxacacoris Schwartz & Stonedahl, 1987
  - genre Oaxacaenus Carvalho & Schaffner, 1974
  - genre Onychomiris J. Ribes & E. Ribes, 1998
  - genre Origonema Forero, 2008
  - genre Orthotylidea Poppius, 1914
  - genre Orthotylus Fieber, 1858
  - genre Osornocoris Carvalho, 1985
  - genre Pachylopidea Wagner, 1968
  - genre Palassocoris Chin & Cassis, 2018
  - genre Papaveronia Carvalho, 1985
  - genre Parachius Distant, 1884
  - genre Parahypsitylus Wagner, 1957
  - genre Paranacoris Carvalho & Costa, 1993
  - genre Paranatylus Carvalho, 1988
  - genre Paraproba Distant, 1884
  - genre Parthenicus Reuter, 1876
  - genre Pericosia Carvalho & Costa, 1992
  - genre Pilophoropsidea Henry, 2015
  - genre Platycranus Fieber, 1870
  - genre Pliniella Bergroth, 1922
  - genre Presidiomiris Stonedahl & Schwartz, 1988
  - genre Proboscidotylus Henry, 1995
  - genre Protomiris Poppius, 1911
  - genre Pseudoclerada Kirkaldy, 1902
  - genre Pseudoloxopidea Yasunaga, 1999
  - genre Pseudoloxops Kirkaldy, 1905
  - genre Pseudoneoborus Knight, 1935
  - genre Pseudopilophorus Schuh, 1974
  - genre Pseudopsallus Van Duzee, 1916
  - genre Pseudoxenetus Reuter, 1909
  - genre Queretarius Carvalho & Schaffner, 1973
  - genre Ramentomiris Stonedahl & Schuh, 1986
  - genre Realomiris Kerzhner & Schuh, 1998
  - genre Renodaeus Distant, 1893
  - genre Reuteria Puton, 1875
  - genre Rolstonocoris Schaffner & Ferreira, 1995
  - genre Rondonella Carvalho, 1985
  - genre Sagittacopula Wall, 2007
  - genre Saileria Hsiao, 1945
  - genre Sarona Kirkaldy, 1902
  - genre Scalponotatus Kelton, 1969
  - genre Scutomiris Forero, 2008
  - genre Sericophanes Reuter, 1876
  - genre Sericophanisca Carvalho, 1991
  - genre Slaterocoris Wagner, 1956
  - genre Solanocoris Carvalho, 1945
  - genre Squamocoris Knight, 1968
  - genre Srilankia Carvalho, 1992
  - genre Sulamita Kirkaldy, 1902
  - genre Tamoiocoris Carvalho, 1984
  - genre Texocoris Schaffner, 1974
  - genre Thermus Distant, 1909
  - genre Tigremiris Carvalho, 1985
  - genre Tijucamiris Carvalho, 1992
  - genre Tridiplous Eyles, 2005
  - genre Tucumantylus Carvalho & Carpintero, 1991
  - genre Tupimiris Carvalho & Schaffner, 1973
  - genre Tupiniquinus Carvalho, 1984
  - genre Tuxenella Carvalho, 1952
  - genre Ueleana Carvalho, 1951
  - genre Ulmica Kerzhner, 1988
  - genre Ulmocyllus Seidenstücker, 1964
  - genre Urapura Carvalho, 1987
  - genre Vanettia Carvalho & Ferreira, 1986
  - genre Wallagootacoris Chin & Cassis, 2018
  - genre Warrumiris Chin & Cassis, 2018
  - genre Wauella Carvalho, 1987
  - genre Witchelinamiris Namyatova, Elias & Cassis, 2011
  - genre Woodwardiola Carvalho, 1973
  - genre Wumea Carvalho, 1987
  - genre Zanchiella Schuh, 1974
  - genre Zanchisme Kirkaldy, 1904
  - genre Zanchismella Carvalho & Wallerstein, 1975
  - genre Zanchismeopsidea Henry, 2015
  - genre Zanchismisca Carvalho & Wallerstein, 1975
  - genre Zanchius Distant, 1904
  - genre Zonodoropsis Poppius, 1915
- genre Cafayatina Carvalho & Carpintero, 1986

## Publication originale
- (en) Edward P. Van Duzee et New York Entomological Society (dir.), Check list of the Hemiptera (excepting the Aphididœ, Aleurodidœ and Coccidœ) of America, north of Mexico, 1916, 111 p. (OCLC 3703166, LCCN agr16001134, DOI 10.5962/BHL.TITLE.7967, lire en ligne).